# Casa Carme i Rosa Escayola
Casa Carme i Rosa Escayola és una obra del municipi de la Garriga (Vallès Oriental) inclosa en l'Inventari del Patrimoni Arquitectònic de Catalunya.

## Descripció
Conjunt d'habitatges unifamiliars apariats de composició simètrica. Consten de planta baixa i pis. Assentades damunt un sòcol de maçoneria. Les parets estan estucades de color blanc. La coberta és composta. Hi ha una galeria a la planta baixa limitada per un arc de mig punt i carpanell rebaixat.

## Història
Es pot considerar aquest conjunt d'habitatges com la ruptura amb l'arquitectura eclèctica del trienni 1923-1925 que protagonitzà els primers edificis de Xavier Turull.